# Piragua

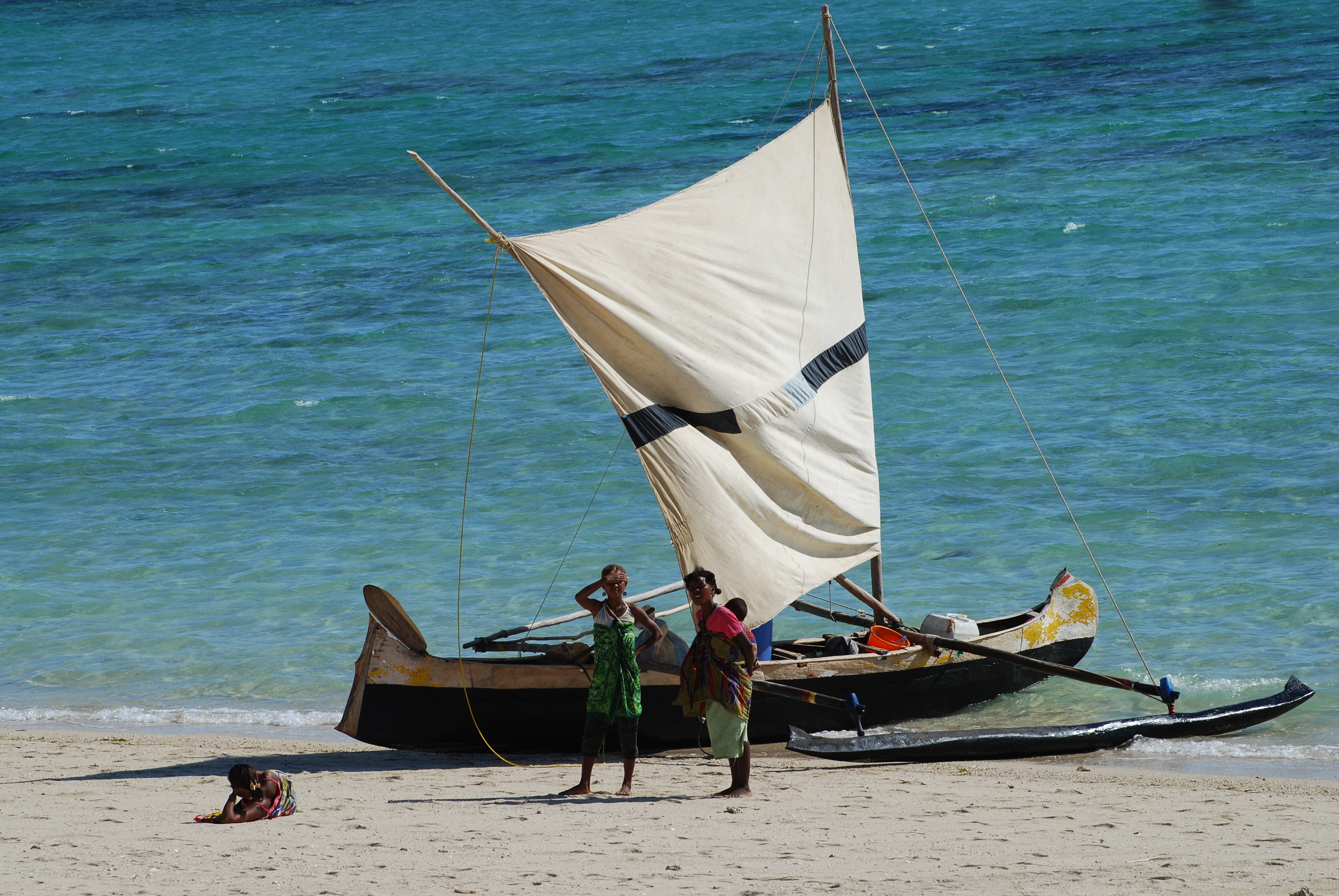
Piragua de pesca tradicional amb vela de Madagascar

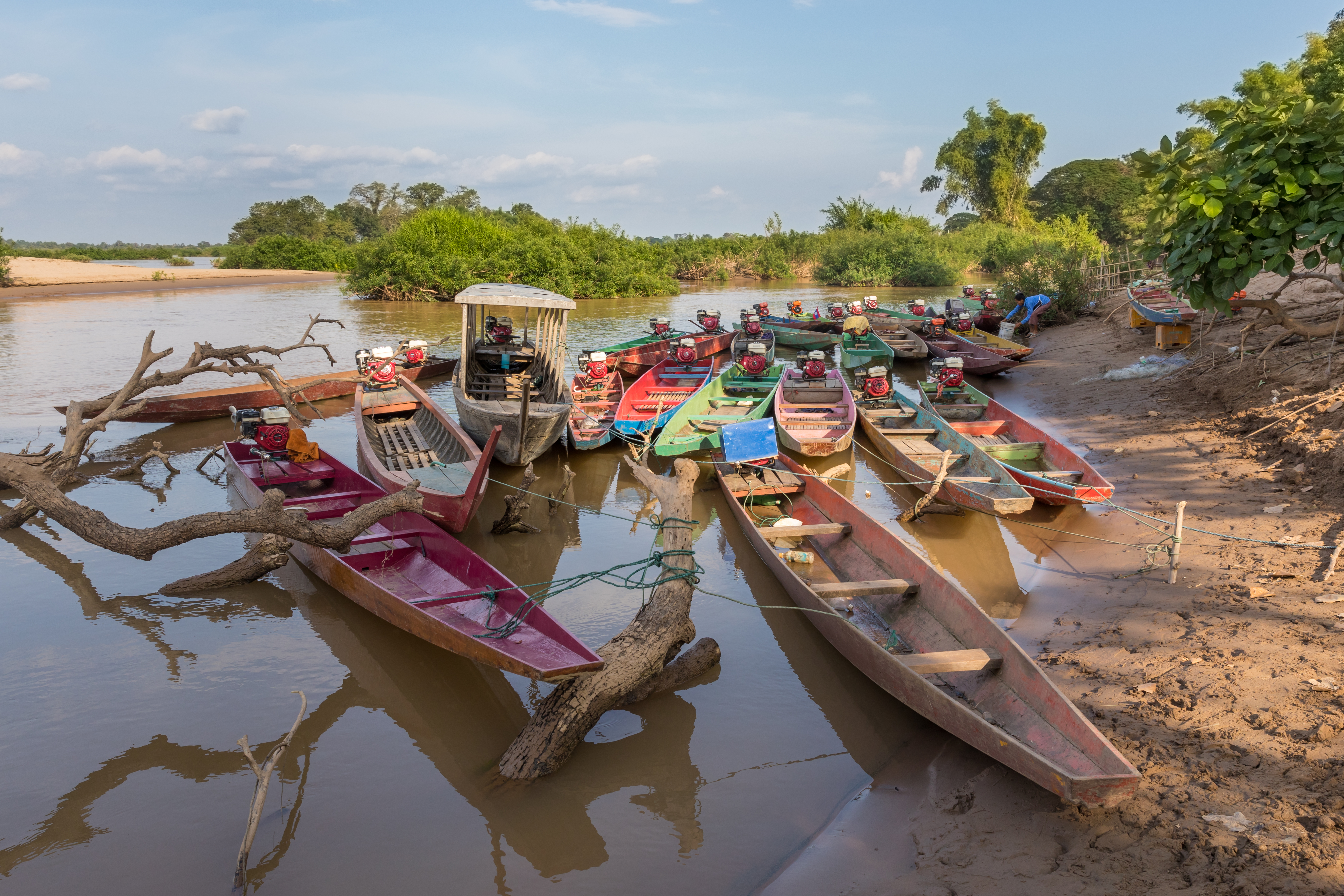
Grup de piragues al riu Don Tati, Si Phan Don, Laos.

Una piragua és un vaixell petit que inclou moltes tipologies, com els caiucs i les canoes. La paraula originària és la piragua espanyola que té el seu origen en la piraua del carib.

## Descripció
La piragua no es refereix a un tipus específic de vaixell, sinó que és un terme genèric per a petites embarcacions natives de les regions que van ser colonitzades per França i Espanya, especialment per a les que havien estat fetes per a un indret determinat. A l'Àfrica Occidental Francesa, les piragües són vaixells artesanals en forma de plàtan utilitzats pels pescadors tradicionals. A Madagascar, també inclou una embarcació més elaborada, la canoa polinèsia.
Acostumen a ser propulsades per rems o pales que tenen una sola fulla (a diferència d'una paleta de caiac, que en té dues). També poden rebre el suport d'un punt amb un pal que ajuda a donar una empenta en aigües poc profundes. També es poden emprar veles petites. Els motors fora borda s'utilitzen cada vegada més a moltes regions.
Segons el material amb què estan construïdes es pot diferenciar quatre tipus. Les de fusta són difícils de mantenir i s'han d'utilitzar amb compte però tenen altes prestacions per la competició esportiva. Les de fibra de vidre, kevlar, carboni i resines proporcionen rigidesa, flexibilitat i lleugeresa tant per la competició com per l'oci turístic i el seu manteniment és mínim. Les de plàstic són més pesades però tenen una alta resistència, i per això es fan servir a les aigües braves, surf, kaiak polo i turisme. Finalment, les de plàstic inflable s'usen per finalitats principalment turístiques.
Pel que fa a les dimensions, en l'àmbit recreatiu hi ha els kayacs curts utilitzats en kayak polo i les piragües autobuidades o obertes fabricades per aquest fi, i per això no tenen coberta, l'estabilitat permet posar-se dret i és fàcil circular en línia recta.

### Caiuc

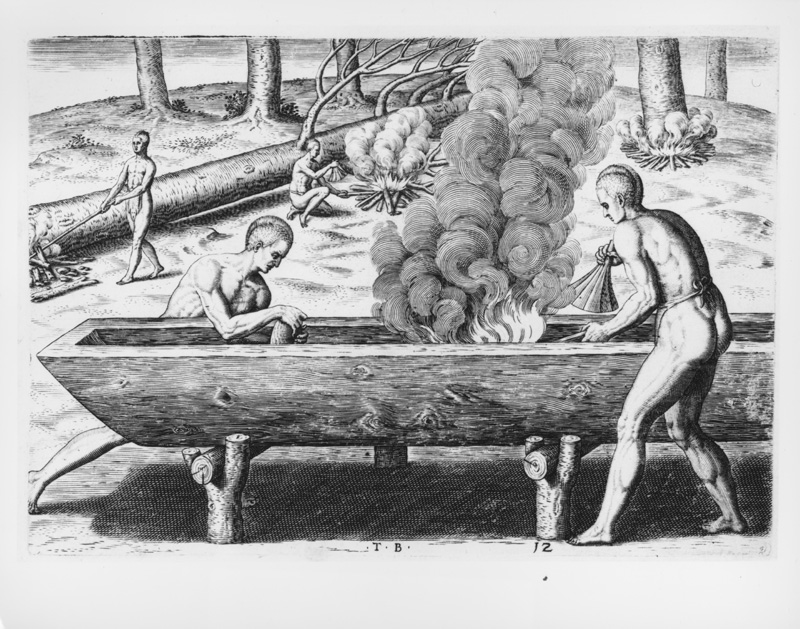
Gravat del procés de fabricació d'una piragua.

El seu origen és esquimal i s'utilitzava per caçar foques. El palista o remer anava assegut, entrava a través d'un orifici a la coberta que s'anomenava banyera. La pala és de doble full. Petita embarcació de fons pla que originalment estava construïda amb pell sobre ossos de ballena, però també s'ha fet buidant un tronc d'arbre, normalment una palmera i generalment es compta amb l'ajuda del foc per ajudar a treballar la fusta i la protegeix dels atacs d'insectes. Les protoembarcacions més antigues (d'uns 10.000 anys) descobertes a les excavacions arqueològiques van ser caiucs tallats amb eines de pedra a partir de troncs d'arbres resinosos. A la peça principal s'hi poden afegir bancs, coberta i a vegades decoració amb elements simbòlics i tradicionalment protectors contra esperits malignes i els perills del mar o els rius.

### Canoa
El seu origen és indi. És una embarcació petita de forma allargada, habitualment és d'una peça elaborada amb un tronc buit, la proa i la popa són punxegudes, acostumen a no tenir timó ni quilla i la propulsió és a base de rems o pagaies. La canoa tradicional estava coberta de pells tractades d'animals, no tenien coberta i el palista o remer anava de genolls. Entre les canoes es poden diferenciar diversos tipus com per exemple les de tipus monòxil, de buc obert (sovint construïdes a partir d'un tronc d'un arbre buidat) que acostumen a ser anomenades piragües i caiucs, o les de buc tancat, habitualment construïdes amb pell, com els caiacs de l'Àrtida. Les protoembarcacions més antigues (d'uns 10.000 anys) descobertes a les excavacions arqueològiques van ser caiucs tallats amb eines de pedra a partir de troncs d'arbres resinosos. A principis del segle XXI es va dur a terme un experiment a França per provar la capacitat de les eines del Neolític per fer una única piragua sense utilitzar foc per excavar.

## Usos

### Pesca i transport
La piragua és originària de les zones àrtiques d'Amèrica, com Groenlàndia, al nord de Canadà, i Alaska. La paraula originalment significa "pot d'home", i els esquimals el fan servir des de fa almenys 4000 anys com a mitjà de transport i per a la pesca.

### Esportiu
El piragüisme és l'activitat o esportiva de navegar amb una piragua, per aigües planes o per aigües braves. El piragüisme apareix a conseqüència de la necessitat que l'home ha tingut des dels seus orígens de dominar el bell element que és l'aigua i per això, totes les civilitzacions han dissenyat embarcacions senzilles, de característiques molt peculiars, però d'una gran maniobrabilitat, seguretat i eficàcia, per moure's amb desinvoltura allí on la naturalesa era hostil.

### Militar

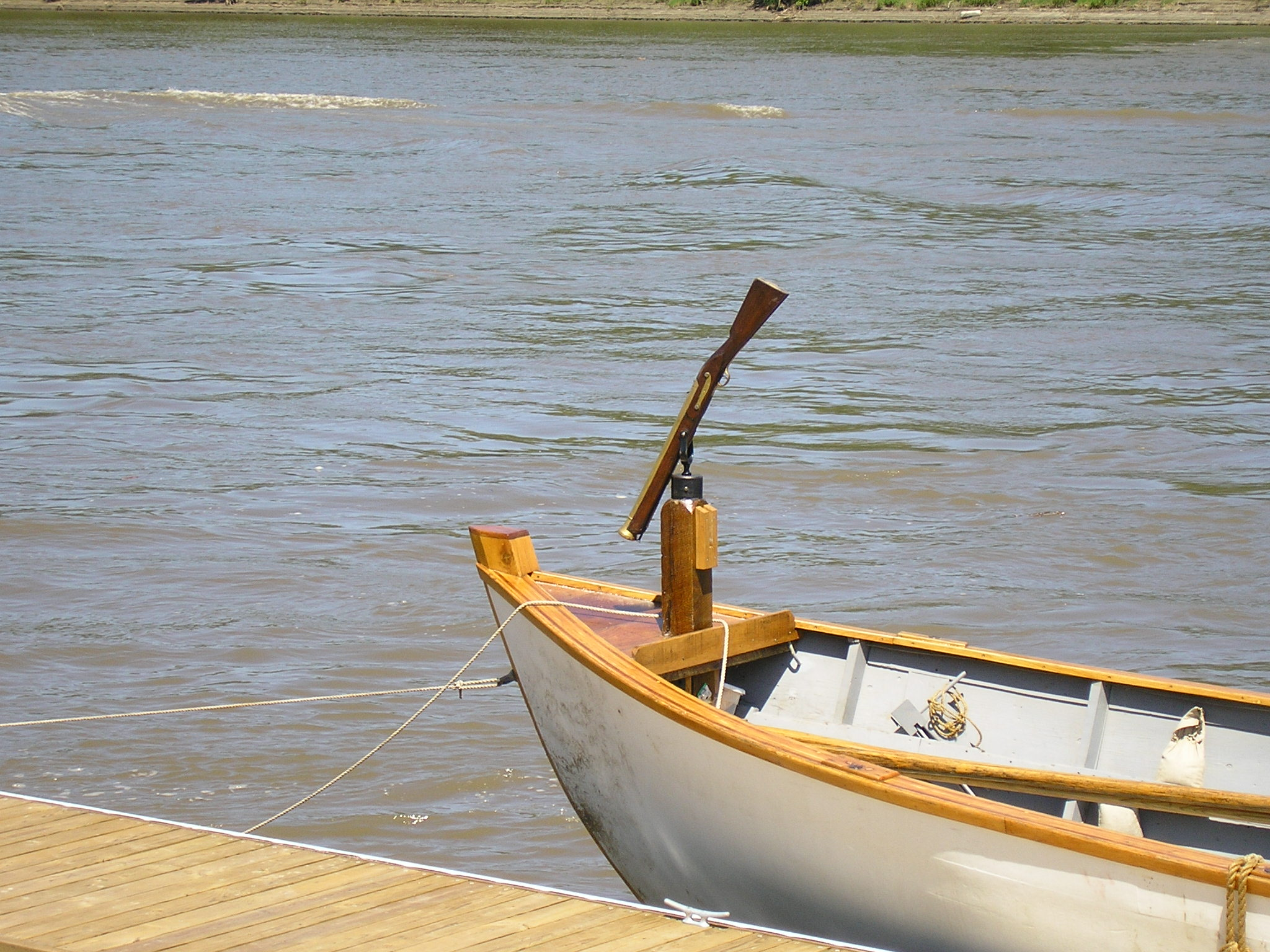
A l'Expedició de Lewis i Clark es va muntar un trabuc a la piragua.

El 626, quan els Àvars de Pannònia estaven assetjant Constantinoble, els Eslaus creuar el Corn d'Or amb les seves piragües i van aterrar a la vora de la Baixa Blaquernes, i malgrat totes les mesures defensives que es van prendre, van saquejar les esglésies.
Hi ha referències escrites de pirates del Carib del segle xvii i XVIII que utilitzaven piragües per atacar i forçar vaixells molt més grans, incloent balandres i fins i tot grans vaixells. Van ser molt utilitzades pels pirates i bucaners a tot el Carib, les costes actuals de Mèxic i del Golf i la costa est del que actualment són els Estats Units. En la seva major part, però, aquests vaixells es van utilitzar per a l'exploració o com a vaixells de suport.
Lewis i Clark van utilitzar pirogües al riu Missouri i l'oest entre el 1804 i el 1806, a més d'un tipus de vaixells de fons pla més grans que només es podien utilitzar en rius grans. Amb el nom de piragües es referien a vaixells de mida mitjana de la companyia que portaven vuit remers i un pilot i que podien transportar fins a vuit tones de càrrega. Henry David Thoreau explica l'ús que es pot fer de les piragües al seu llibre "The Maine Woods".

## Cultura popular
En la seva cançó clàssica de 1952 "Jambalaya", Hank Williams es refereix a la piragua. Johnny Horton, un àvid pescador de Louisiana que va celebrar els costums i la cultura dels Cajuns, també esmenta les piragües en la seva cançó de 1956 "I Got a Hole in My Pirogue". Hank Williams, Jr. (fill de Hank Williams) va tenir una cançó de gran èxit el 1969, "Cajun Baby", que també en fa referència. El seu èxit "Louisiana Man", de 1961, de Doug Kershaw, també parla d'aquesta embarcació.